# عبقة (نبات)
العبقة (الاسم العلمي:Osmanthus) هي جنس من النباتات تتبع الفصيلة الزيتونية من رتبة الشفويات.

## أنواع نبات العبقة
- عبقة أريجية
- عبقة أليفة الجبال
- عبقة أمريكية
- عبقة جزرية
- عبقة جنوب كاليدونية
- عبقة دولافية
- عبقة رقيقة
- عبقة سنانية
- عبقة سندويشية
- عبقة سنمية
- عبقة سومطرية
- عبقة شبكية
- عبقة صغيرة
- عبقة صلبة
- عبقة فوردية
- عبقة متباينة الأوراق
- عبقة مسلحة
- عبقة معرقة
- عبقة مكسيكية
- عبقة منشارية
- عبقة نحيلة العروق
- عبقة هامشية
- عبقة هنرية
- عبقة يونانية